# Реформізм
Реформізм — соціал-демократична теорія еволюційного, поступового «переростання» капіталізму в соціалізм, свідоме заперечення марксистського шляху революційної ліквідації капіталістичних відносин.
Дискусія про здатність соціал-демократичних реформ привести до соціалістичного перетворення триває в суспільстві понад сто років.